# Аксарай (квартал на Истанбул)
Вижте пояснителната страница за други значения на Аксарай.
Аксарай (на турски: Aksaray) е квартал на Истанбул, един от микрорайоните на район Фатих в европейската част на турския град. Наречен е по името на заселниците от анатолийския град Аксарай, установени тук по заповед на султан Мехмед II и бейлербея на Анатолия Исхак паша в средата на XV в., тъй като Константинопол след завладяването си от османците е до голяма степен обезлюден.
Днес кварталът развива усилено търговия главно със страни от Източна Европа, на първо място Русия и Румъния. Тук има много рускоговорещи работници, много от табелите на хотелите и ресторантите са също на руски език.